# Estatuilla de la dama Tiye
La estatuilla de la dama Tiye o Tiy es una estatua de madera de una mujer de alto estatus durante el reinado de Amenhotep III y Akenatón (ca. 1390-1349 a. C.); faraones de la XVIII dinastía del Imperio Nuevo del antiguo Egipto. Representa a una sirvienta principal de la poderosa gran esposa real Tiye (su superiora, con quien compartía nombre), cuyo título se ha traducido de diversas formas a lo largo de los años como "Jefa de las tejedoras"  / "Jefa de la Casa"  / "Señora del harén". Es una de las 160 estatuas de madera (80 de ellas femeninas) descubiertas del Imperio Nuevo. Actualmente se exhibe en el Museo Metropolitano de Arte.

## Descripción
La estatuilla muestra a Tiye de pie y fue encontrada en 1900 junto con otras cuatro estatuillas de mujeres y una estatua de una niña en una tumba cerca de Gurob. La tumba también contenía varios objetos cosméticos, incluidos vasos de alabastro para ungüentos y un espejo. Algunos de los  objetos estaban inscritos con el nombre del rey Amenhotep III y su esposa, la reina Tiye, lo que proporciona una fecha para el entierro.
Además de madera, la figura está adornada con un collar de oro, cornalina y otras piedras semipreciosas y vidrio, alrededor de su cuello. El brazo izquierdo está doblado para cerrar su vestido con la mano. Lleva una peluca larga y una "túnica suave y diáfana", que cuelga sobre su hombro izquierdo, se ciñe en la cintura y se extiende hasta los pies. La peluca "maravillosamente elaborada" está intrincadamente detallada y cuidadosamente representada, incluidas tres largas trenzas en la parte posterior de la cabeza. El detallismo de la peluca contrasta con el de su manto relativamente simple, que usa líneas marcadas y en relieve para indicar el fruncido en la tela alrededor de su brazo y marcas incisas para representar los flecos de la orla de la prenda. Como la mayoría de las estatuas femeninas de madera, está descalza con el pie izquierdo ligeramente adelantado. Está de pie sobre una base rectangular inscrita con una fórmula de ofrenda a Mut, Señora del cielo, y le da a Tiye el título de Jefa de las Tejedoras, por tanto la supervisora principal del harén real.

## Material
Las estatuas de madera eran tan comunes como las de piedra en el Antiguo Egipto, pero debido a su susceptibilidad al continuo deterioro y daño por la presencia de carcoma, este es uno de los escasos ejemplares sobrevivientes. Más de las tres cuartas partes de las estatuas de madera del Imperio Nuevo descubiertas pertenecen al reinado de Amenhotep III, hacia el final de la dinastía.
La estatuilla está hecha de ébano. Consta inusualmente de dos piezas; la figura una y la base la otra, ya que las estatuas de menos de 30 cm generalmente se tallaban de una sola pieza de madera. Hay algunos desperfectos en la superficie. El principal daño es una grieta considerable en el trasero de Tiye. La mano derecha se desintegró con el tiempo y le faltan los dedos. También falta un trozo de la plataforma, por lo que parte de la inscripción se ha perdido.
La estatuilla fue originalmente recubierta de estuco y pintada, aun se perciben trazas de azul egipcio en la peluca. Con el paso de los siglos, la pintura se ha desprendido, dejando al descubierto la madera. Queda un tenue pigmento blanco y negro, delineando sus ojos y cejas.

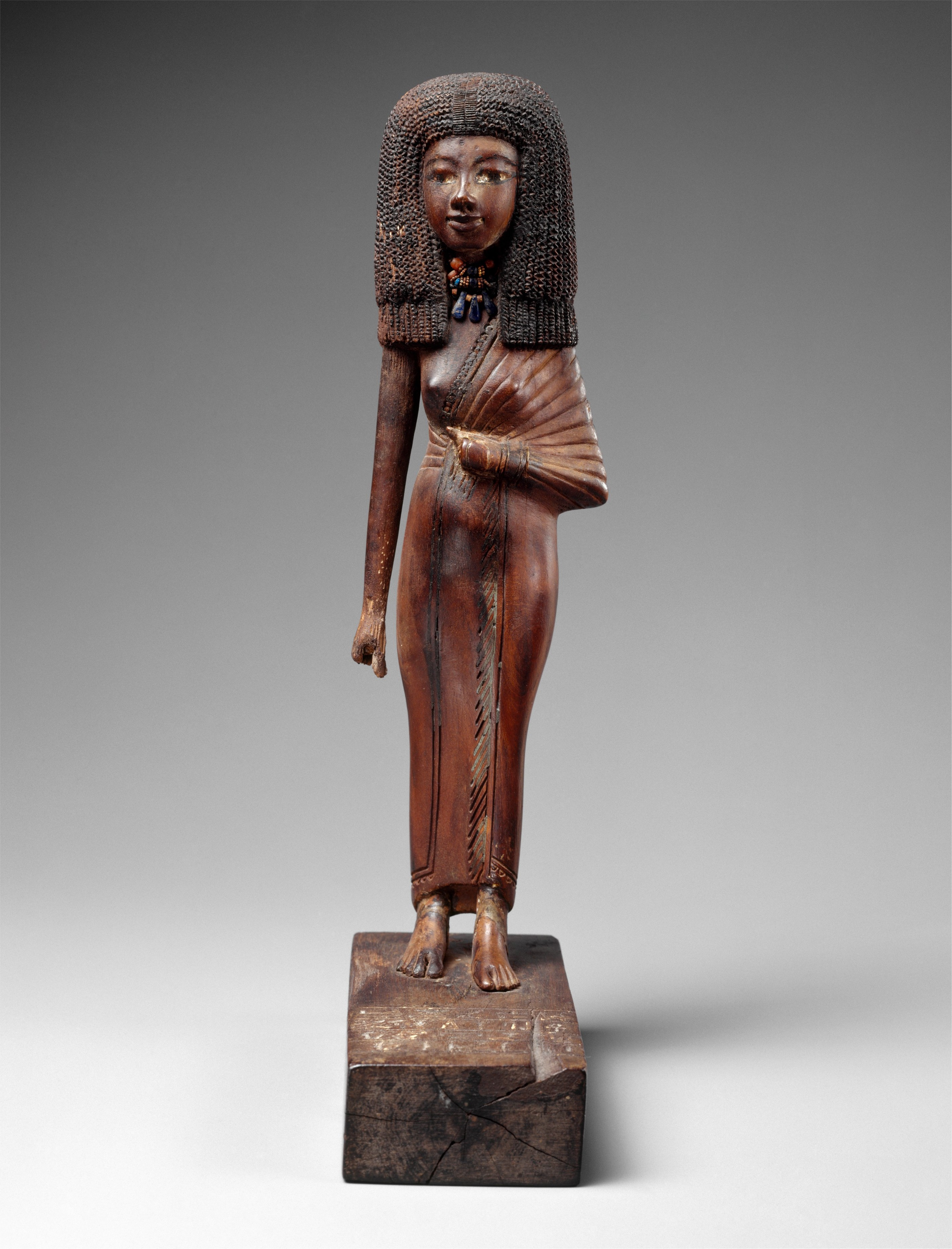
De frente.

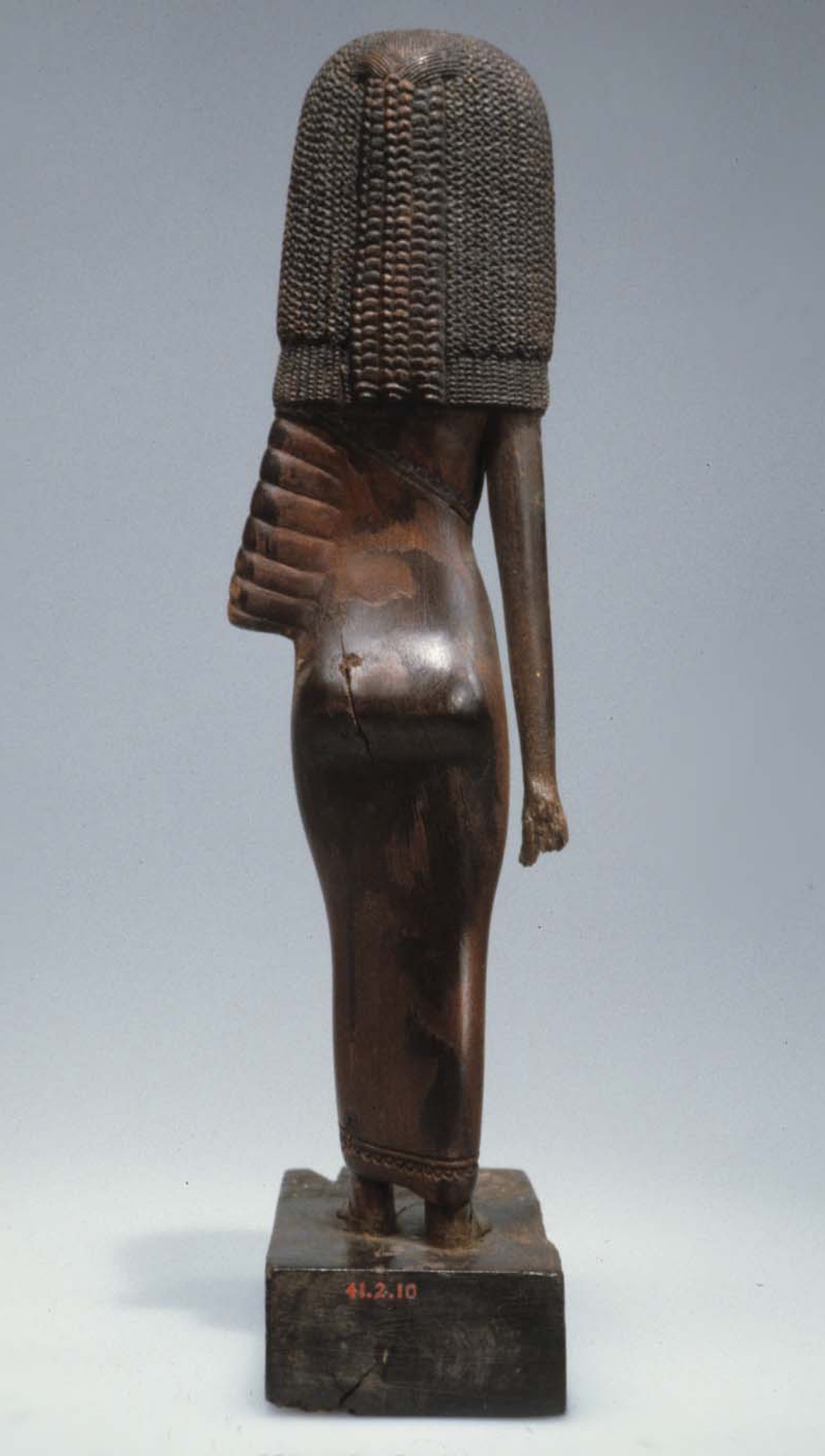
De espaldas.

## Estilo e identificación
El intrincado drapeado de la prenda y cómo los detalles fueron tallados en la madera en lugar de solo pintados fue una innovación en la escultura de madera que ocurrió hacia el final de la XVIII Dinastía. El estilo de la peluca, joyas y el fino kalasiris representados indican su alto estatus, mostrando la moda de las mujeres nobles y acomodadas egipcias de la época.

### Proporciones
Por motivos estilísticos, Hayes fecha la estatuilla en la corregencia de Amenhotep III y Amenhotep IV (Akenatón). Su peluca y rostro son "desproporcionadamente grandes"; y, como era convencional, "las curvas de su cuerpo están un poco exageradas". Sin embargo, su rostro no es alargado, ni tampoco su cuello, que son rasgos característicos en el arte de Amarna en sus primeros años.

### Decoración
El uso de oro, cornalina y otras piedras para formar un collar alrededor del cuello de la figura indicaría poder y estatus. La larga inscripción muestra además del nombre y título de la dama Tiye, y su fórmula de ofrenda, una dedicación hecha por un miembro de la familia, honrándola como difunta.

## Historia posterior
La estatuilla fue descrita por primera vez por Émile Gaston Chassinat en 1901 y posteriormente fue propiedad de Martine de Béhague y luego de Dikran Kelekian, a quien el Museo Metropolitano de Arte se la compró en 1941 gracias a la Fundación Rogers. La estatuilla se encuentra actualmente en exhibición "en la Galería 119".